# Abraham Delfos
Abraham Delfos, né le 8 mars 1731 à Leyde et mort le 13 juillet 1820 dans la même ville, est un peintre, dessinateur et graveur néerlandais, élève de Jan Wandelaar.

## Biographie
Fils du libraire Pieter Delfos (1699-1775) originaire de Leyde, et de Francientje Le Maire, Abraham Delfos a deux Pieter le jeune (1737-1816) et Karel (1725-1789), qui devinrent tous deux libraires. Seul artiste de la famille, Abraham reçoit l'enseignement de Jan Wandelaar. À partir de 1761, il devient directeur de l'académie de peinture de Leyde et, en 1799, il est élu président de la société artistique de Leyde, Ars Aemula Naturae.
Il meurt le 13 juillet 1820 à Leyde.
Son œuvre comprend principalement des gravures d'après des maîtres anciens. Il a collaboré à de nombreux ouvrages illustrés.

## Œuvre
- Souvenir de Ehren Boerhaves[3]
- Le fumeur, d'après Teniers[3]
- Un homme fumant et une femme, d'après Metzu[3]
- Les saisons, d'après Teniers[3]
- 2 paysages, d'après Berghem[3]
- Die Vryery van Staetje Jansz met Renier Adriaensz, d'après C. Troost[3]
- Paysan riant, d'après F. Hals[3]
- Les abusées, d'après A. Troost[3]

## Galerie

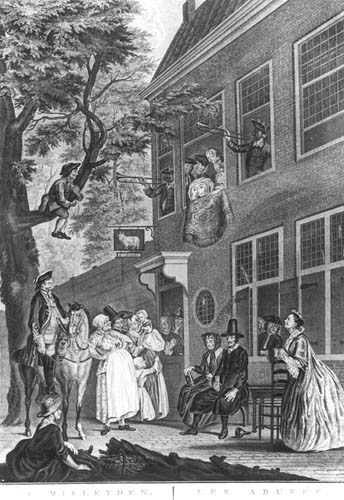
Les Abusées, d'après Cornelis Troost
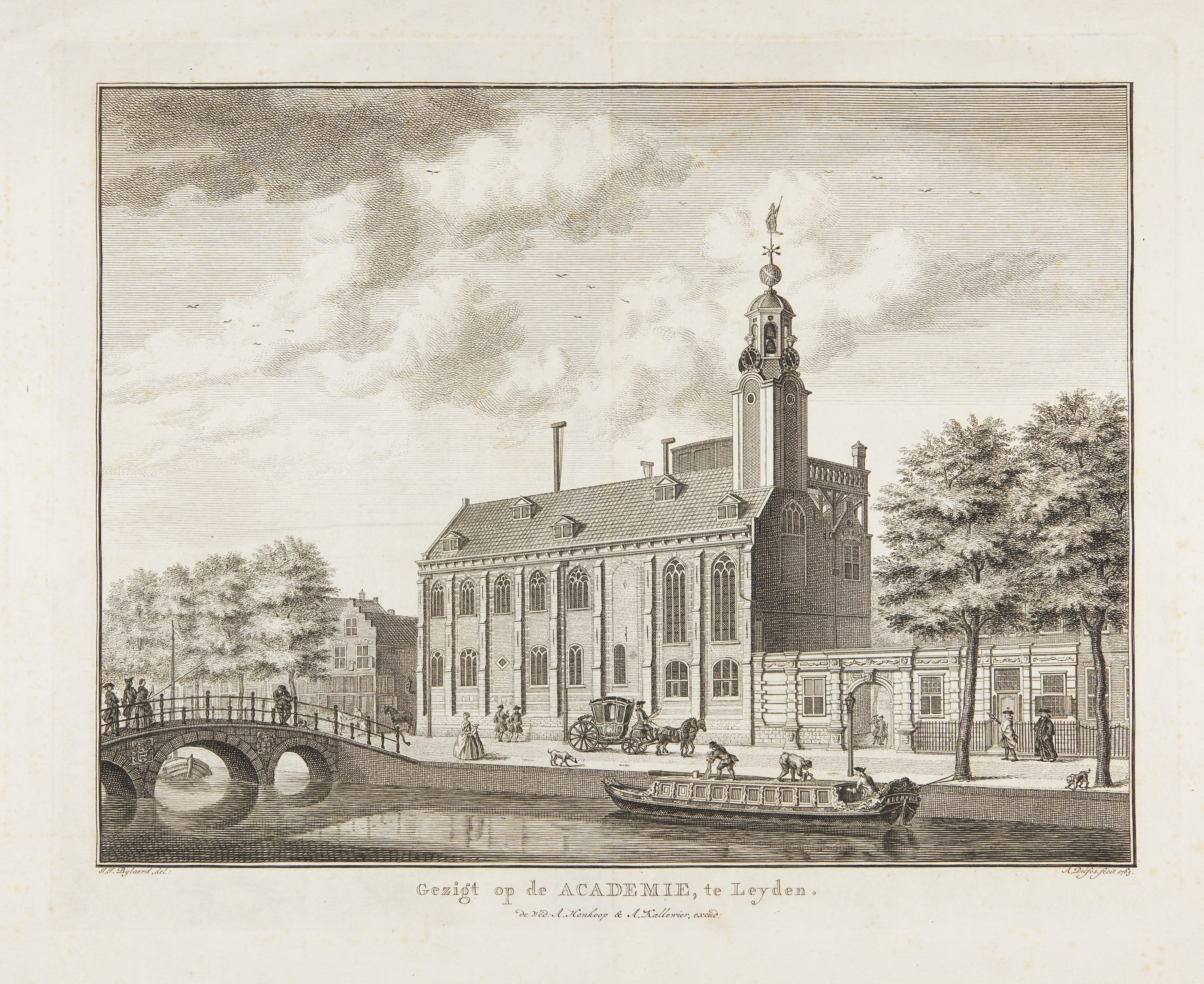
Vue de Leyde
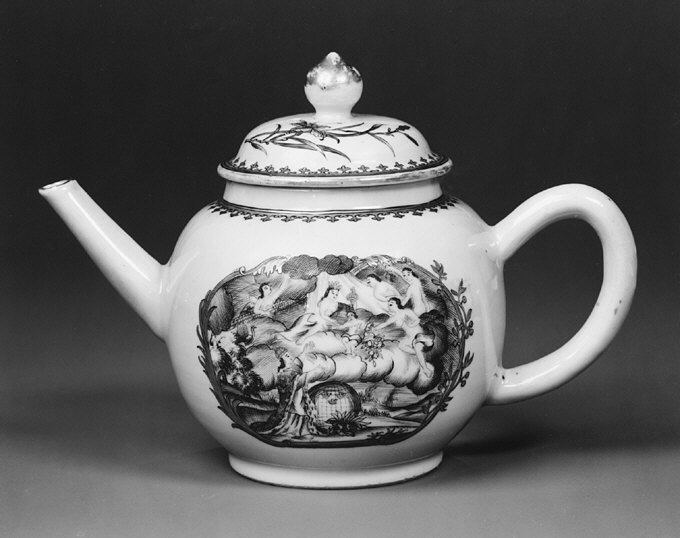
Théière de porcelaine (v. 1755), Metropolitan Museum of Art
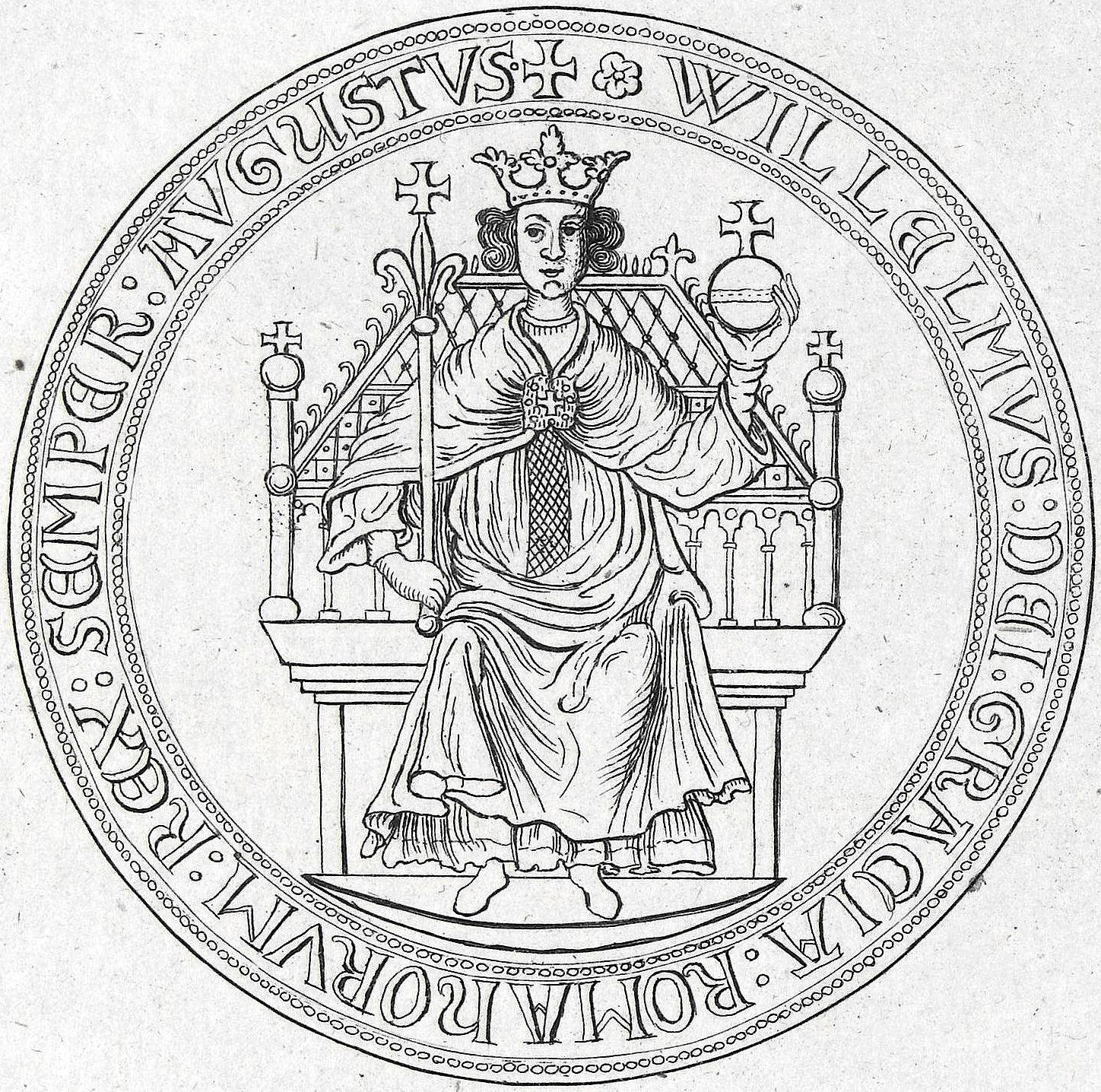
Sceau de Guillaume II (comte de Hollande), Rijksmuseum Amsterdam
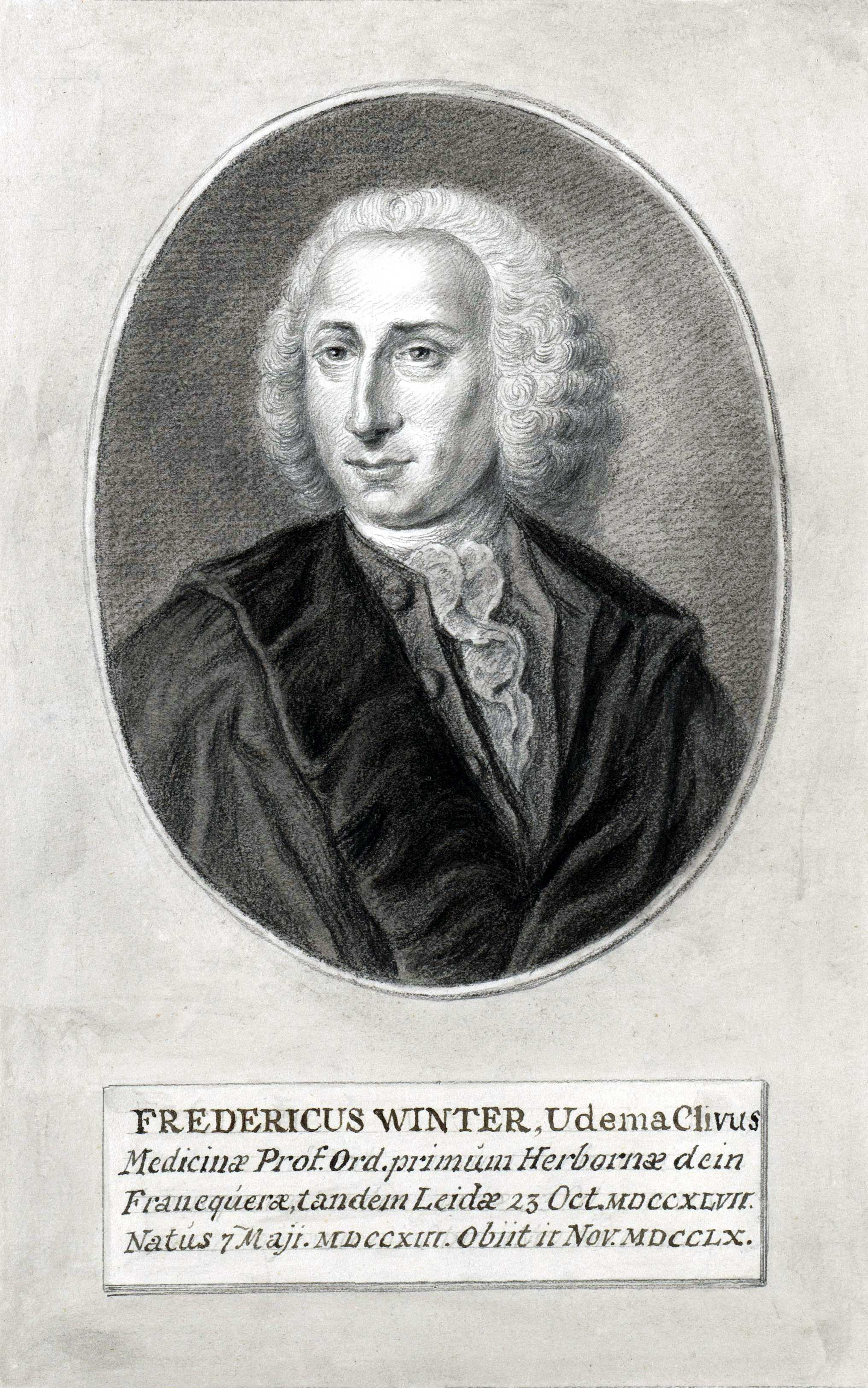
Portrait du médecin Frederik Winter (1712-1760)
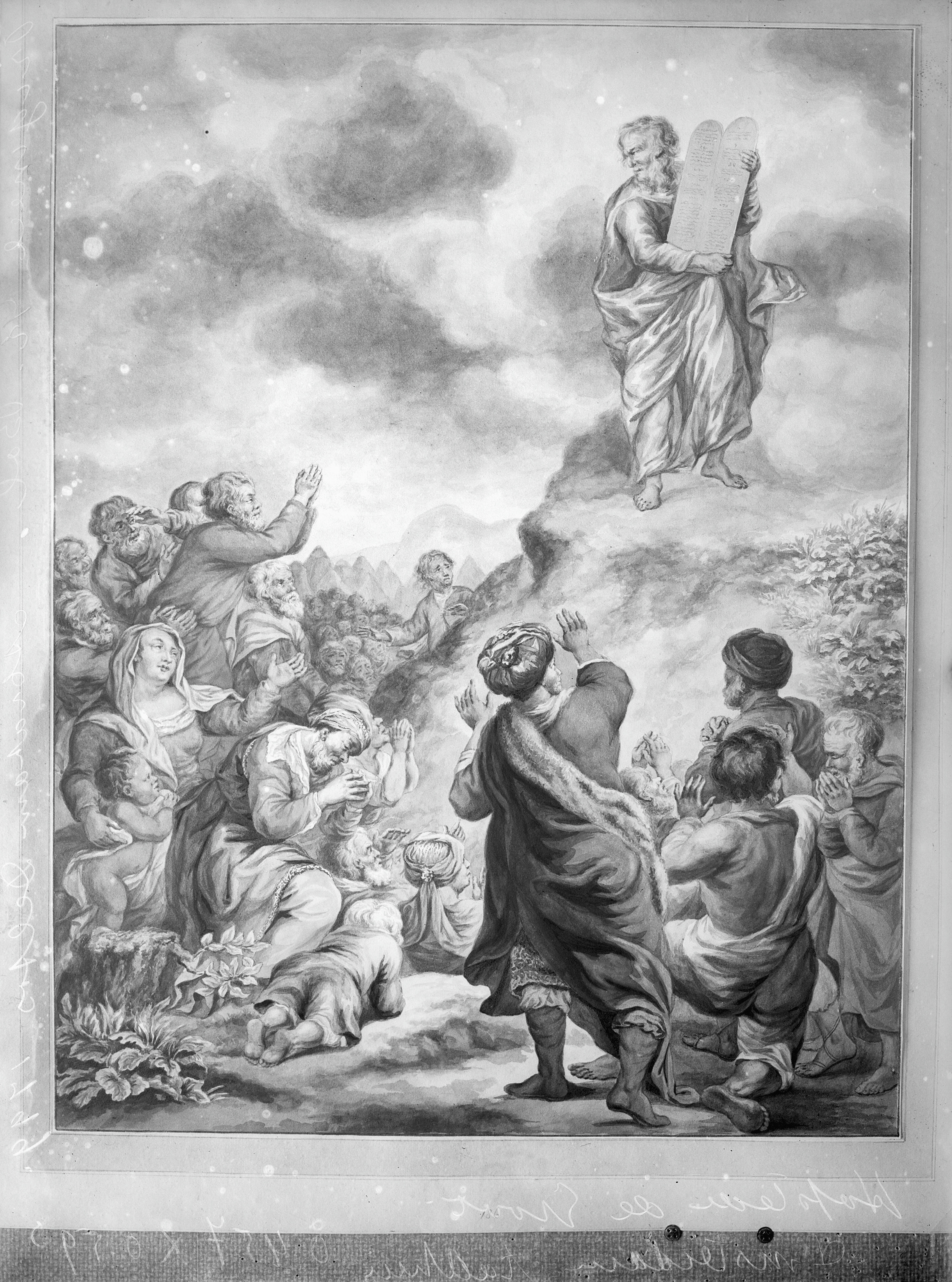
Moïse au Sinaï, d'après Ferdinand Bol, 1799